# Paroeme nigripes
Paroeme nigripes är en skalbaggsart som beskrevs av Aurivillius 1907. Paroeme nigripes ingår i släktet Paroeme och familjen långhorningar.
Artens utbredningsområde är:
- Nigeria.
- Niger.
- Senegal.
- Togo.

Inga underarter finns listade i Catalogue of Life.